# Mireya Rodríguez
Mireya Rodríguez Solar (L'Avana, 26 novembre 1936 – L'Avana, 10 luglio 2007) è stata una schermitrice cubana.

## Biografia
Ha partecipato ai Giochi della XVIII Olimpiade di Tokyo nel 1964.

## Palmarès
In carriera ha conseguito i seguenti risultati:
- Giochi Panamericani:

San Paolo 1963: oro nel fioretto individuale.